# Teddy Chevalier
Teddy Etienne Chevalier (* 28. Juni 1987 in Denain, Nord-Pas-de-Calais) ist ein französischer Fußballspieler.
Chevalier spielte 2006/07 für die zweite Mannschaft des FC Valenciennes, mit der er Meister und mit 18 Treffern Torschützenkönig der CFA 2, Groupe A wurde. 2009 kam er vom FC Gueugnon, mit dem er ein Jahr zuvor aus der Ligue 2 abgestiegen war, über den belgischen Verein Royal Francs Boussu in die Erste Division zur SV Zulte Waregem. Hier absolvierte er in drei Saisons 94 Spiele und erzielte 19 Tore.
Zur Saison 2012/13 verpflichtete ihn RKC Waalwijk als Ersatz für den zu N.E.C. nach Nijmegen zurückkehrenden Goalgetter Rick ten Voorde, der in der Saison 2011/12 als Leihspieler mit neun Toren treffsicherster Schütze der Waalwijker war. Chevalier übernahm in der neuen Spielzeit die ihm zugedachte Rolle und erzielte bereits in den ersten 14 Liga-Begegnungen sieben Treffer; dazu kamen drei Tore in zwei Pokalspielen.
Chevaliers Vertrag in Waalwijk lief bis Ende der Saison 2014/15. Nach Differenzen mit dem Trainer wechselte er aber bereits zur Saison 2013/14 mit einem neuen Vertrag über drei Jahren zum KV Kortrijk.
Zur Saison 2015/16 wechselte er zum türkischen Erstligisten Çaykur Rizespor und zog nach einer Spielzeit zum RC Lens weiter.
Da er dort in der Hinrunde der Saison 2016/17 lediglich in zwei Spielen eingesetzt wurde und sonst nicht im Kader stand, wechselte er im Januar 2017 wieder zurück zum KV Kortrijk. Sein neuer Vertrag dort lief bis zum Ende der Saison 2018/19.
Nach Ablauf dieses Vertrages wechselte Chevalier zum FC Valenciennes, der aktuell in der Ligue 2, der zweithöchsten Spielklasse Frankreichs, spielt. In der Saison 2019/20 spielte er bei allen 28 Ligaspielen bis zum Abbruch der Saison infolge der COVID-19-Pandemie, bei denen er 12 Tore schoss, sowie bei 3 Pokalspielen mit drei Toren und einem Ligapokal-Spiel. In der nächsten Saison bestritt er 16 von 18 möglichen Ligaspielen mit drei Toren, bevor er Anfang Januar 2021 zurück zum KV Kortrijk wechselte und dort einen Vertrag bis zum Ende der Saison 2021/22 unterschrieb.
Für Kortrijk spielte er im Rest der Saison in allen 15 möglichen Ligaspielen sowie in 2 Pokalspielen mit einem Tor. In der Saison 2021/22 stand er in jedem der ersten sechs Ligaspielen für Kortrijk auf dem Platz, wobei er zwei Tore schoss. 
Ende August 2021 wechselte er kurz vor Ende des Transferfensters zum Absteiger in die Division 1B Royal Excel Mouscron und unterschrieb dort einen Vertrag bis zum Ende der Saison 2022/23 mit der Option der Verlängerung um eine weitere Saison.